# Ranger (Beruf)
Die ursprüngliche Bedeutung von Ranger (von engl. range für „Gebiet, Bereich“ bzw. to range für „herumstreifen, bestreifen, patrouillieren“) ist „Waldläufer“ bzw. „Kenner/Hüter eines Landschaftsraumes“. Als Beruf des Wald- und Wildhüters war er bereits im mittelalterlichen England bekannt. Im nordamerikanischen Raum werden heute die Bediensteten des National Park Service, des United States Forest Service, von Parks Canada und einigen weiteren, auch subnationalen und kommunalen Behörden als Ranger bezeichnet. Da der Beruf dort eine hohe Wertschätzung genießt und der Begriff Ranger auch in Europa mit positiven Assoziationen verknüpft ist, wurde er ins Deutsche übernommen.
Im 18. Jahrhundert nahm der Begriff des Weiteren eine militärische Bedeutung an, indem Ranger in englischsprachigen Ländern einen auf den Kampf in Wildnis und unwegsamen Gelände (Jagdkampf) spezialisierten Soldaten bezeichnet. Dazu zählen bspw. die United States Army Rangers, aber auch die Polizeitruppe der Texas Rangers, die einst zur Indianerbekämpfung gegründet worden war.

## Geschichte

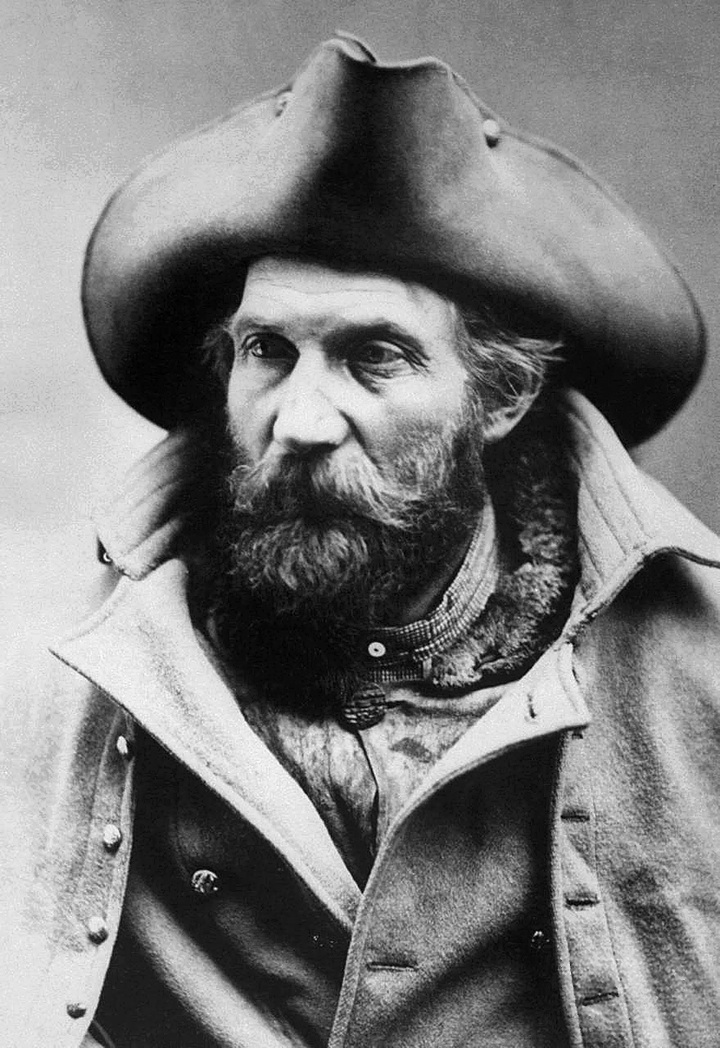
Yellowstone Park Ranger Harry Yount (1873)

1872 wurde in den USA der erste Nationalpark ausgewiesen, der Yellowstone-Nationalpark. Acht Jahre später nahm dort Harry Yount als erster Nationalpark-Ranger der Welt seine Arbeit auf.

## Ranger in Deutschland
Als hauptamtliche Betreuer eines Schutzgebietes arbeiten Ranger in Deutschland insbesondere in Nationalen Naturlandschaften (Nationalparke, Biosphärenreservate, Naturparke). Darüber hinaus sind sie in Naturschutzgebieten, in Biologischen Stationen, für Kommunen, für Stiftungen oder auch freiberuflich tätig. Regional verschieden werden sie auch Naturwächter, Nationalparkwart oder Naturschutzwart genannt.

### Aufgabenbereiche
Der Ranger versteht sich als Mittler zwischen Mensch und Natur. Daraus ergeben sich für ihn folgende Tätigkeitsfelder:
1. Besucherbetreuung: Unter Anwendung von Mitteln der Interpretation führt er Exkursionen, Führungen, Projekttage, naturkundliche Schul- und Bildungsprogramme und Großveranstaltungen durch.
2. Aufklärungs- und Öffentlichkeitsarbeit: Er gibt Informationen an Besucher und die örtliche Bevölkerung weiter, leitet Vorträge und Informationsstände und berät Landnutzer bei Maßnahmen des Vertragsnaturschutzes.
3. Pflege- und Reparaturarbeiten: Er nimmt Pflanzungen, Hecken- und Baumschnitt, Wiesenpflege und Artenschutzmaßnahmen vor, kontrolliert die Besuchereinrichtungen und ist für Gefahrensicherung, Abfallbeseitigung, Maschinen- und Gerätewartung zuständig.
4. Wissenschaftliche Untersuchungen: Er führt Monitoring-Programme für Tier- und Pflanzenarten durch, unterstützt Forschungsprojekte, nimmt Proben, erfasst Daten und wertet sie aus.
5. Überwachung und Schutz: Er kontrolliert die Einhaltung von Schutzbestimmungen, unterstützt Polizei, Feuerwehr und Behörden und ist ausgebildet in Erster Hilfe.

### Berufliche Qualifizierung
Der Ranger repräsentiert in Deutschland den ersten nichtakademischen Naturschutzberuf. Die staatliche Anerkennung des Berufes geschah am 14. März 1998 mit Inkrafttreten der Fortbildungsverordnung (Bundesgesetzblatt Nr. 14 vom 13. März 1998) zum geprüften Natur- und Landschaftspfleger. Darin wurde die berufliche Qualifizierung für die Tätigkeit als Ranger bundesweit einheitlich geregelt. Voraussetzung für die Zulassung zur Prüfung ist die Herkunft aus einem „grünen“ Beruf. Zudem gibt es eine Seiteneinstiegsklausel, die es auch Menschen mit anderer beruflicher Vorbildung ermöglicht, den Beruf auszuüben. Das bedeutet, dass die notwendigen Kenntnisse auch auf andere Weise erworben und nachgewiesen werden können.

### Gebietsbetreuung in Bayern

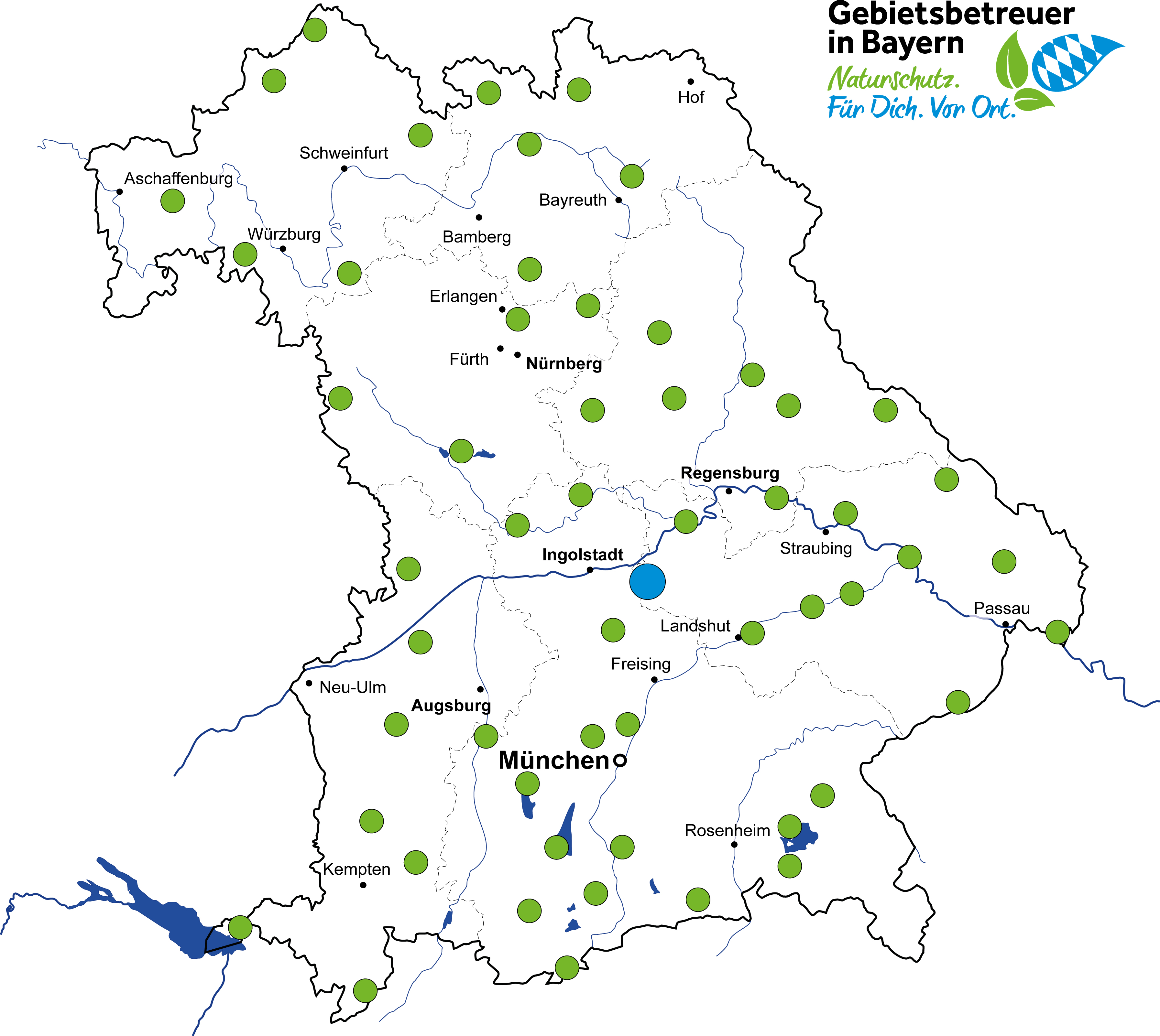
Karte des Projekts „Gebietsbetreuer in Bayern“

In Bayern wurde 1997 mit Einrichtung eines entsprechenden Förderbereichs beim Bayerischen Naturschutzfonds der Grundstein für die hauptberufliche Betreuung ökologisch sensibler Gebiete gelegt. Da aus finanziellen Gründen keine staatlichen Stellen geschaffen werden konnten, wurde ein Modell entwickelt, bei dem Kommunen, Naturschutz- oder Landschaftspflegeverbände als Träger und Arbeitgeber fungieren. Die fachlich durch einen entsprechenden Studienabschluss qualifizierten Gebietsbetreuer in derzeit 55 Gebieten Bayerns (z. B. Allgäuer Alpen, Isar, Ammersee und Sandmagerrasengebiete bei Erlangen) wirken neben ihren Tätigkeiten im Bereich Öffentlichkeitsarbeit und Umweltbildung auch im Monitoring seltener und gefährdeter Arten sowie im Gebietsmanagement (z. B. Besucherlenkung und Initiierung von Landschaftspflegemaßnahmen) mit. Zu den 55 betreuten Gebieten kommen zwei bayernweit agierende, hauptamtliche Biber-Berater. Der erste derartige Gebietsbetreuer wurde für die Naturschutzgebiete des Ammersees eingerichtet, seine Stelle ist beim Landesbund für Vogelschutz in Bayern angesiedelt.
Das Projekt Gebietsbetreuer in Bayern wurde im Jahr 2017 als UN-Dekade-Projekt ausgezeichnet, da es einen wichtigen Baustein zur Erhaltung der Artenvielfalt in Bayern darstellt. Damit spielt das Projekt auch eine wichtige Rolle bei der Umsetzung der europäischen Fauna-Flora-Habitat-Richtlinie in den jeweiligen Gebieten.

## Ranger in der Schweiz
Ranger in der Schweiz sind je nach Kanton oder Gemeinde unterschiedlich organisiert und haben variable Aufgaben. Die meisten arbeiten in Naturschutzgebieten oder Parks und haben Aufgaben im Bereich der Information und Aufsicht. Andere Bezeichnungen sind Parkwächter, Schutzgebietsbetreuer oder Naturschutzaufseher.

### Ausbildung
Der Beruf des Rangers ist in der Schweiz nicht eidgenössisch anerkannt. Das Bildungszentrum Wald in Lyss bietet seit 2007 einen einjährigen, berufsbegleitenden Lehrgang zum Ranger an. Die Weiterbildung steht grundsätzlich allen Personen offen. Es gelten spezifische Zulassungsbedingungen.

### Organisation
Die Ranger in der Schweiz sind organisiert im Berufsverband Swiss Rangers. Der Verband wurde 2008 in Lyss gegründet. Er umfasst rund 300 Personen aus allen Landesteilen.

## Ranger in Österreich
Ranger in Österreich sind für die Einhaltung der Regeln in den Natur- oder Nationalparks zuständig und informieren die Besucher über diese. Sie führen Besuchergruppen durch die Parks und informieren über Besonderheiten von Pflanzen und Tieren vor Ort. Die Ranger führen Instandhaltungsarbeiten durch und kümmern sich um die invasiven und schützenswerten Pflanzen sowie die geschützten Tiere im Park. Weiters leisten sie Aufklärungs- und Öffentlichkeitsarbeit und erstellen dazu Konzepte. Wissenschaftliches Monitoring wie die Standortermittlung von seltenen Pflanzen und Tieren, illegalen Müll- und Feuerstellen gehören ebenfalls dazu.

### Ausbildung
In Österreich gibt es keine einheitlich geregelte Vorbildung, die zu erbringen ist. Um als Ranger in einem Natur- oder Nationalpark zu arbeiten, benötigt man allerdings oftmals die Ausbildung zum zertifizierten Naturführer oder Nationalparkranger, je nach Einsatzbereich.